# Hye di Samhan
Hye (혜왕?, 恵王?; fl. II secolo a.C.) è stato un sovrano coreano, re dal 157 al 144 a.C. della confederazione di Mahan.
Il suo nome personale era Sik (식?, 寔?). Fu succeduto da Myeong.